# Mistrzostwa Europy w Wioślarstwie 2009 – ósemka kobiet
Ósemka kobiet (W8+) – konkurencja rozgrywana podczas Mistrzostw Europy w Wioślarstwie 2009 w Brześciu między 18 a 20 września.

## Harmonogram konkurencji
| Wydarzenie                  | Runda      |
| --------------------------- | ---------- |
| Piątek, 18 września 2009    | Eliminacje |
| Sobota, 19 września 2009    | Repasaże   |
| Niedziela, 20 września 2009 | Finał B    |
| Niedziela, 20 września 2009 | Finał A    |

## Medaliści
| Złoto | Srebro | Brąz |
| Rumunia · Roxana Cogianu · Ionelia Neacsu · Maria Diana Bursuc · Ioana Craciun · Adelina Cojocariu · Cristina Ilie · Camelia Lupascu · Eniko Barabas · Teodora Stoica | Białoruś · Nadzieja Bielska · Natalla Koszal · Natalla Haurylenka · Wolha Płaszkowa · Nina Bondarawa · Hanna Nachajewa · Wolha Szczarbaczenia-Żylska · Zinaida Kluczynska · Jarasława Paułowicz | Ukraina · Hanna Kucenko · Natalija Huba · Ołena Buriak · Hanna Krawczenko · Switłana Nowyczenko · Olha Hurkowśka · Kateryna Tarasenko · Hanna Hajdukowa · Tetiana Dudyk |

## Wyniki

### Eliminacje
Reguła kwalifikacji: 1 → FA, 2.. → R

#### Eliminacje 1
| Miejsce | Zawodnik | Kraj     | Czas    | Uwagi |
| ------- | --- | -------- | ------- | ----- |
| 1       | Roxana Cogianu Ionelia Neacsu Maria Diana Bursuc Ioana Craciun Adelina Cojocariu Cristina Ilie Camelia Lupascu Eniko Barabas Teodora Stoica                           | Rumunia  | 6:18,88 | FA    |
| 2       | Nadzieja Bielska Natalla Koszal Natalla Haurylenka Wolha Płaszkowa Nina Bondarawa Hanna Nachajewa Wolha Szczarbaczenia-Żylska Zinaida Kluczynska Jarasława Paułowicz  | Białoruś | 6:25,43 | R     |
| 3       | Anna Morgun Aleksandra Tierientiewa Anna Sazonowa Julija Inoziemcewa Walerija Starodubrowska Oksana Striełkowa Natalia Mielnikowa Julija Sorokowska Marija Jefimienko | Rosja    | 6:32,28 | R     |
| 4       | Nadia Gully Marion Rialet Floriane Garcia Myriam Goudet Diane Delalleau Stéphanie Dechand Marie Le Nepvou Vanessa Grandpierre Aline Cointrel                          | Francja  | 6:38,19 | R     |

#### Eliminacje 2
| Miejsce | Zawodnik | Kraj            | Czas    | Uwagi |
| ------- | --- | --------------- | ------- | ----- |
| 1       | Hanna Kucenko Natalija Huba Ołena Buriak Hanna Krawczenko Switłana Nowyczenko Olha Hurkowśka Kateryna Tarasenko Hanna Hajdukowa Tetiana Dudyk    | Ukraina         | 6:26,71 | FA    |
| 2       | Anna Jankowska Marlena Ertman Zuzanna Trzcińska Magda Korczak Kinga Kantorska Kornelia Nitzler Joanna Leszczyńska Kamila Soćko Paulina Górska    | Polska          | 6:35,44 | R     |
| 3       | Victoria Bryant Ruth Walczak Victoria Meyer-Laker Heather Stanning Monica Relph Jacqueline Round Leonora Kennedy Rachael Jefferies Zoe De Toledo | Wielka Brytania | 6:35,88 | R     |

### Repasaże
Reguła kwalifikacji: 1-4 → FA
| Miejsce | Zawodnik | Kraj            | Czas    | Uwagi |
| ------- | --- | --------------- | ------- | ----- |
| 1       | Nadzieja Bielska Natalla Koszal Natalla Haurylenka Wolha Płaszkowa Nina Bondarawa Hanna Nachajewa Wolha Szczarbaczenia-Żylska Zinaida Kluczynska Jarasława Paułowicz  | Białoruś        | 6:21,00 | FA    |
| 2       | Anna Morgun Aleksandra Tierientiewa Anna Sazonowa Julija Inoziemcewa Walerija Starodubrowska Oksana Striełkowa Natalia Mielnikowa Julija Sorokowska Marija Jefimienko | Rosja           | 6:24,30 | FA    |
| 3       | Anna Jankowska Marlena Ertman Zuzanna Trzcińska Magda Korczak Kinga Kantorska Kornelia Nitzler Joanna Leszczyńska Kamila Soćko Paulina Górska                         | Polska          | 6:27,09 | FA    |
| 4       | Nadia Gully Marion Rialet Floriane Garcia Myriam Goudet Diane Delalleau Stéphanie Dechand Marie Le Nepvou Vanessa Grandpierre Aline Cointrel                          | Francja         | 6:27,37 | FA    |
| 5       | Victoria Bryant Ruth Walczak Victoria Meyer-Laker Heather Stanning Monica Relph Jacqueline Round Leonora Kennedy Rachael Jefferies Zoe De Toledo                      | Wielka Brytania | 6:29,02 | FB    |

### Finał B
| Miejsce | Zawodnik | Kraj            | Czas | Uwagi |
| ------- | --- | --------------- | ---- | ----- |
| 1       | Victoria Bryant Ruth Walczak Victoria Meyer-Laker Heather Stanning Monica Relph Jacqueline Round Leonora Kennedy Rachael Jefferies Zoe De Toledo | Wielka Brytania |      |       |

### Finał A
| Miejsce | Zawodnik | Kraj     | Czas    | Uwagi |
| ------- | --- | -------- | ------- | ----- |
|         | Roxana Cogianu Ionelia Neacsu Maria Diana Bursuc Ioana Craciun Adelina Cojocariu Cristina Ilie Camelia Lupascu Eniko Barabas Teodora Stoica                           | Rumunia  | 6:21,52 |       |
|         | Nadzieja Bielska Natalla Koszal Natalla Haurylenka Wolha Płaszkowa Nina Bondarawa Hanna Nachajewa Wolha Szczarbaczenia-Żylska Zinaida Kluczynska Jarasława Paułowicz  | Białoruś | 6:26,02 |       |
|         | Hanna Kucenko Natalija Huba Ołena Buriak Hanna Krawczenko Switłana Nowyczenko Olha Hurkowśka Kateryna Tarasenko Hanna Hajdukowa Tetiana Dudyk                         | Ukraina  | 6:27,37 |       |
| 4       | Anna Morgun Aleksandra Tierientiewa Anna Sazonowa Julija Inoziemcewa Walerija Starodubrowska Oksana Striełkowa Natalia Mielnikowa Julija Sorokowska Marija Jefimienko | Rosja    | 6:32,35 |       |
| 5       | Anna Jankowska Marlena Ertman Zuzanna Trzcińska Magda Korczak Kinga Kantorska Kornelia Nitzler Joanna Leszczyńska Kamila Soćko Paulina Górska                         | Polska   | 6:36,40 |       |
| 6       | Nadia Gully Marion Rialet Floriane Garcia Myriam Goudet Diane Delalleau Stéphanie Dechand Marie Le Nepvou Vanessa Grandpierre Aline Cointrel                          | Francja  | 6:36,75 |       |